# Macrocephenchelys brachialis
Macrocephenchelys brachialis är en fiskart som beskrevs av Fowler, 1934. Macrocephenchelys brachialis ingår i släktet Macrocephenchelys och familjen havsålar. Inga underarter finns listade i Catalogue of Life.